# Maisons espagnoles de Mouzon
Les maisons espagnoles de Mouzon sont des maisons situées à Mouzon, en France.

## Localisation
Les maisons sont situées sur la commune de Mouzon, dans le département français des Ardennes.

## Historique
L'édifice est inscrit au titre des monuments historiques en 1942.